# Theodore Lyman
Theodore Lyman (1874-1954) là nhà vật lý người Mỹ. Ông là người phát hiện ra dãy Lyman.